# 都留重人
都留 重人（つる しげと、1912年〈明治45年〉3月6日 - 2006年〈平成18年〉2月5日）は、日本の経済学者。一橋大学名誉教授。公害の政治経済学を提唱し、雑誌『公害研究』（現『環境と公害』）創刊。
初代一橋大学経済研究所長、第6代一橋大学学長、ハーバード大学客員教授、イェール大学客員教授、国際経済学連合会長（日本人初）を歴任、日本学士院会員に選出された。日本人として2人目のハーバード大学名誉学位保持者。国民経済計算における三面等価の原則の考案・命名などをおこなった。

## 略歴
大分県生まれ、名古屋市育ち。小学校第5学年修了、旧制愛知県熱田中学校（現・愛知県立瑞陵高等学校）第4学年修了を経て第八高等学校（現・名古屋大学）に入学したが、日本の中国侵入に反対して欠席届を出さずにストライキを起こしたため（反帝同盟事件）、宮崎辰雄（元神戸市長）、田中文雄（元王子製紙社長）、河本敏夫（元通産大臣）らとともに除籍される。
日本の大学に進学できなくなったため、アメリカウィスコンシン州のローレンスカレッジに1年間留学し、ハリー・ホワイトなどの授業を受ける。その後ハーバード大学に入学し、1935年（昭和10年）に優等賞を取得し卒業。同期でただ1人、大学院に進学した。大学院では後に高名を馳せたポール・サミュエルソンが同窓生。1936年（昭和11年）、同大大学院で修士号取得。結婚後、1940年（昭和15年）、同大大学院で博士号 (Ph.D.) を取得。博士論文は“Development of capitalism & business cycles in Japan, 1868-1897”。ハーバード大学講師となる。
1942年（昭和17年）、第二次世界大戦勃発（日米開戦）を受けて辞職して交換船で帰国後、妻の伯父である木戸幸一が重光葵に頼み、外務省嘱託として就職。
1943年（昭和18年）、旧制東京商科大学東亜経済研究所（現・一橋大学経済研究所）嘱託研究員。その後は都城で二等兵を務めたのち、外務省に勤務。
1944年（昭和19年）6月、東條英機により、意見が対立していた木戸に圧力を掛ける目的で解雇された上、召集令状が出されて陸軍に徴兵された。しかし、木戸が東條の秘書官であった赤松貞雄 に頼み込んだので、赤松は木戸の依頼に応え、外務省から都留のために「余人をもって替えがたし」という申し入れを陸軍に出させるように取り計らい、3か月で除隊となった。
連合国軍最高司令官総司令部経済科学局調査統計課勤務を経て1947年（昭和22年）、片山内閣の下で経済安定本部総合調整委員会副委員長（次官級待遇）に就任。第1回経済白書『経済実相報告書』を執筆した。
1948年（昭和23年）、東京商科大学（現・一橋大学）教授に就任し、同時に自宅で社会人を対象にした「背広ゼミ」を開始。その後、冷戦下の赤狩り（マッカーシズム）の中で、アメリカ留学当時は共産主義者であったことを告白する。
1949年（昭和24年）、中山伊知郎の後任として、新制一橋大学経済研究所の初代所長に就任。1950年（昭和25年）、第2期日本学術会議会員。1956年（昭和31年）、一橋大学経済研究所長を退任し小原敬士と代わる。同年、ハーバード大学客員教授。1960年（昭和35年）、イェール大学客員教授。
1963年（昭和38年）には宮本憲一や柴田徳衛らと公害研究委員会を設立。これが日本環境会議の母体となった。
1965年（昭和40年）に伊大知良太郎の後任として再び一橋大学経済研究所所長に就任し、1967年（昭和42年）に山田勇と代わるまで務めた。1971年（昭和46年）『公害研究』を創刊。
学園紛争で学長のなり手がおらず、3年間にわたり学長不在が続いていたため、一橋出身者以外では初となる一橋大学学長を1972年（昭和47年）から務めた。しかし、のちに一橋出身者ではないとして批判を受けるようになり、1975年（昭和50年）に退官、一橋大学名誉教授。代わって小泉明が学長事務取扱を務めた。
1975年から1985年（昭和60年）まで朝日新聞社論説顧問。1986年（昭和61年）から明治学院大学教授 を務め、明治学院大学国際学部の創設に尽力した。在職中は教え子の伊東光晴（当時京都大学教授）や関根友彦（当時ヨーク大学教授）の招聘などを検討していたが、やがて学内対立が起こり、教え子の宮崎義一教授（京都大学名誉教授）などの擁護も虚しく1990年（平成2年）に明治学院大学を辞職した。
2006年（平成18年）2月5日、前立腺がんのため死去。93歳没。如水会館で「偲ぶ会」が開かれ、門下生の伊東光晴京都大学名誉教授や、杉山武彦一橋大学学長、高山憲之一橋大学経済研究所長、篠原三代平一橋大学名誉教授、小宮隆太郎東京大学名誉教授、宮本憲一大阪市立大学名誉教授、寺西俊一一橋大学教授、速水優前日本銀行総裁、宮崎勇元経済企画庁長官ら500人あまりが集まった。墓所は多磨霊園。

## ゼミ生
大学院の指導学生に高須賀義博（一橋大学名誉教授）、中村達也（中央大学名誉教授）、渡会勝義（早稲田大学名誉教授）、渡邉寛（東北大学名誉教授）、村田稔（元中央大学教授）、望月喜市（北海道大学名誉教授）、熊谷一男（元明治大学教授）、大塚勇一郎（元立教大学教授）、永井進（法政大学名誉教授）、青木達彦（信州大学名誉教授） など。他に、都留ゼミ出身者として、伊東光晴（京都大学名誉教授） や、宇野経済学に転じた関根友彦（元ヨーク大学教授）、加野忠（元ソロモン・ブラザーズ銀行日本代表）、岩崎八男（通産官僚、元中小企業庁長官） などがいる。
また、ゼミ生ではないが学長時代に、細谷千博ゼミ出身のクリスチャン・ポラックが一橋に教員として残れるように政治家にかけあったものの、外国人が国立大学教員になることは禁止されており、叶わなかった。

## 主張
太平洋戦争について、アメリカが日本と戦争になったのは、ニューディール政策によって軍備が拡張されたからであるとしている。

## 家族
父、都留信郎は元東邦ガス社長。妻、正子は航空工学者の和田小六（木戸幸一の弟で東京工業大学学長や東京大学名誉教授等を歴任）の娘で、元東大教授で理化学研究所ゲノム科学総合研究センター所長の和田昭允の姉である。
都留家は、東京・赤坂の住宅地で、妻の父の和田小六の家、妻の妹の嫁ぎ先である肥後一郎の家、妻の叔母の嫁ぎ先である獅子文六の家と、同じ敷地内で住んだ。

## 著書

### 単著
- 『米国の政治と経済政策――ニューディールを中心として』（有斐閣, 1946年）
- 『戦後日本のインフレイション』（岩波書店, 1949年）
- 『アメリカの資本主義』（近代思想社, 1949年）
- 『アメリカ遊学記』（岩波書店［岩波新書］, 1950年）、新装復刊2013年
- 『アメリカ経済の発展』（勁草書房, 1951年）
- 『自由と平和のために』（要書房, 1951年）
- 『国民所得と再生産』（有斐閣, 1951年）
- 『日本経済の内と外』（河出書房［河出新書］, 1955年）
- 『経済を見る眼』（岩波新書, 1958年）
- 『経済を動かすもの』（岩波新書, 1959年）
- 『経済の論理と現実』（岩波書店, 1960年）
- 『経済と現代――経済学を常識とするために』（日本評論新社, 1963年）
- 『近代経済学の群像――人とその学説』（日本経済新聞社［日経新書］, 1964年／現代教養文庫, 1993年／岩波現代文庫, 2006年）
- 『日本の設計』（文藝春秋新社, 1964年）
- 『物価を考える』（岩波書店, 1967年）
- Essays on EConomic Development, (Kinokuniya, 1968).
- 『現代経済学――経済学の今日的課題』（筑摩書房, 1969年）
- 『公害の政治経済学』（岩波書店, 1972年）
- 『経済学はむずかしくない』（講談社現代新書, 1974年）
- 『経済学入門』（講談社学術文庫, 1976年）
- 『師友雁信録』（講談社学術文庫, 1976年）
- 『日本経済の奇跡は終わった』（毎日新聞社, 1978年）
- 『マルクス 人類の知的遺産50』（講談社, 1982年）
- 『さあ、人間の出番だ――日本の活路を考える』（勁草書房, 1982年）
- 『体制変革の政治経済学』（新評論, 1983年）
- 『現代経済学の群像』（岩波書店, 1985年／岩波現代文庫, 2006年）
- 『経済の常識と非常識』（岩波書店, 1987年）
- 『地価を考える』（岩波新書, 1990年）
- Institutional Economics Revisited, (Cambridge University Press, 1993).
中村達也・永井進・渡会勝義訳『制度派経済学の再検討』（岩波書店, 1999年）
- Japan's Capitalism: Creative Defeat and Beyond, (Cambridge University Press, 1993).
渡辺敏・石川通達訳『日本の資本主義――創造的敗北とその後』（岩波書店, 1995年）
- Economic Theory and Capitalist Society, (E. Elgar, 1994)
- The Economic Development of Modern Japan, (E. Elgar, 1995).
- 『なぜ今、日米安保か』（岩波書店［岩波ブックレット］, 1996年）
- 『日米安保解消への道』（岩波新書, 1996年）
- 『科学的ヒューマニズムを求めて』（新日本出版社, 1998年）
- The Political Economy of the Environment: the Case of Japan, (Athlone Press, 1999).
- 『いくつもの岐路を回顧して――都留重人自伝』（岩波書店, 2001年）
- 『21世紀日本への期待――危機的現状からの脱却を』（岩波書店, 2001年）
- 『体制変革の展望』（新日本出版社, 2003年）
- 『科学と社会――科学者の社会的責任』（岩波ブックレット, 2004年）
- 『市場には心がない――成長なくて改革をこそ』（岩波書店, 2006年）

### 共著
- （R・P・ドーア・高橋亀吉・岩井章・宮崎義一）『私の日本経済論』（日本経済新聞社,1966年）

### 編著
- 『岩波小辞典・経済学』（岩波書店,1955年）
- 『資本主義――マルクスとケインズ』（春秋社,1957年）
- 『現代資本主義の再検討』（岩波書店,1957年）
- 『近代経済学論集』（河出書房,1961年）
- Has Capitalism Changed?: An International Symposium on the Nature of Contemporary Capitalism, (Iwanami,1961).
- 『現代資本主義と公害』（岩波書店,1968年）
- Environmental Disruption: Proceedings of International Symposium, March, 1970, Tokyo, (International Social Science Council,1970).
- 『世界の公害地図（上・下）』（岩波書店［岩波新書］,1977年）
- Growth and Resources Problems Related to Japan: Proceedings of Session VI of the Fifth Congress of the International Economic Association held in Tokyo, Japan, (Macmillan,1978).
- 『サムエルソン経済学講義（上・下）』（岩波書店,1983-1984年）

### 共編著
- （大川一司）『日本経済の分析』（勁草書房,1953年）
- （高橋長太郎）『やさしい経済学』（勁草書房,1957年）
- （隅谷三喜男）『生活と経済学』（読売新聞社,1970年）
- （杉原四郎）『経済学の現代的課題』（ミネルヴァ書房, 1974年）
- （本田創造・宮野啓二）『アメリカ資本主義の成立と展開』（岩波書店,1974年）
- （佐橋滋）『クオリティ・ライフ――筑波会議報告』（弘文堂,1983年）
- 高校教科書『現代社会』（実教出版,1982-1994年）

### 著作集
- 『都留重人著作集』(講談社, 1975年-1976年)
  - 第1巻「経済学を学ぶ人のために」
  - 第2巻「国民所得と再生産」
  - 第3巻「資本主義と経済発展の課題」
  - 第4巻「経済政策：安定と成長」
  - 第5巻「経済政策：福祉を求めて」
  - 第6巻「都市問題と公害」
  - 第7巻「日本経済時論」
  - 第8巻「国際政治と国際経済」
  - 第9巻「アメリカの政治と経済」
  - 第10巻「学問と社会と論壇」
  - 第11巻「人と旅と本」
  - 第12巻「随想と思い出」
  - 第13巻「Towards a new political economy」

### 訳書
- シュンペーター『帝国主義と社会階級』（岩波書店, 1956年）
- M・ドッブ『経済理論と社会主義』（岩波書店,1958-1959年）
- ジョーン・ロビンソン『マルクス主義経済学の検討――マルクス・マーシャル・ケインズ』（紀伊國屋書店,1960年）
- P・A・サムエルソン『経済学――入門的分析（上・下）』（岩波書店,1966年）
- スウィージー『資本主義発展の理論』（新評論,1967年）
- E・J・ミシャン『経済成長の代価』（岩波書店,1971年）
- ジョン・K・ガルブレイス『新しい産業国家』（河出書房新社,1972年）
- マーシャル・ゴールドマン『ソ連における環境汚染――進歩が何を与えたか』（岩波書店,1973年）
- ジョン・K・ガルブレイス『マネー――その歴史と展開』（TBSブリタニカ,1976年）
- ジョン・K・ガルブレイス『不確実性の時代』（TBSブリタニカ,1978年）
- ジョン・K・ガルブレイス『大衆的貧困の本質』（TBSブリタニカ,1979年）
- フレッド・ハーシュ『成長の社会的限界』（日本経済新聞社,1980年）
- フレッド・ハーシュ, ジョン・H・ゴールドソープ編『インフレーションの政治経済学』（日本経済新聞社,1982年）
- P・A・サムエルソン『サムエルソン心で語る経済学』（ダイヤモンド社,1984年）
- E・J・ミシャン『経済学の神話性』（ダイヤモンド社,1987年）
- G・クロウ, T・ホィールライト『オーストラリア――今や従属国家』（勁草書房,1987年）
- A・デーヴィッド, T・ホィールライト『日豪摩擦の新時代――アジア資本主義の幕開け』（勁草書房,1990年）
- P・A・サムエルソン, W・ノードハウス『経済学』（岩波書店,1992-1993年）
- アーサー・シュレジンジャー, 『アメリカの分裂――多元文化社会についての所見』（岩波書店,1992年）
- M・シェンバーグ編『現代経済学の巨星――自らが語る人生哲学』（岩波書店,1994年）
- イグナチ・サックス『健全な地球のために――21世紀へ向けての移行の戦略』（サイマル出版会,1994年）
- ロバート・アイスナー『経済の誤解を解く』（日本経済新聞社,1995年）
- ジョセフ・L・サックス『「レンブラント」でダーツ遊びとは――文化的遺産と公の権利』（岩波書店,2001年）

### 学術論文
- Tsuru, Shigeto; Fries, Horace S. (1933). “A Problem in Meaning”. Journal of General Psychology 8 (1):  281-284.
- Tsuru, Shigeto (1941). “Economic Fluctuations in Japan, 1868-1893”. The Review of Economics and Statistics 23 (4):  176-189.